# Andreu Fontàs
Andreu Fontàs Prat (* 14. November 1989 in Banyoles) ist ein spanischer Fußballspieler, der bei Sporting Kansas City unter Vertrag steht.

## Vereinskarriere
Fontàs spielte in seiner Jugend zunächst für CD Banyoles, einem Klub aus seinem Heimatort. Nach elf Jahren bei diesem Verein wechselte er 2006 zum FC Girona. Dort war er eigentlich für die Jugendmannschaft vorgesehen, spielte dann aber am Ende der Saison mit der ersten Mannschaft in der Tercera División.
Nach dieser Saison wurde er von vielen spanischen Klubs umworben und entschied sich letztlich für den FC Barcelona. Fontàs wurde zum Kapitän der A-Jugendmannschaft des FC Barcelona ernannt und erreichte in der Saison 2007/08 das Finale des Copa del Rey de Juveniles de Fútbol, des spanischen Pokals für die Junioren.
Zur Saison 2008/09 stieg er zu FC Barcelona B, dem Reserveteam der ersten Mannschaft, auf. Er absolvierte in dieser Spielzeit 20 Ligaspiele für das B-Team und gab auch sein Debüt in der ersten Mannschaft des FC Barcelona, als er am 8. September 2008 im Semifinale des Copa Catalunya gegen UE Sant Andreu zum Einsatz kam. Fontàs war gleichfalls im Kader für das Ligaspiel der ersten Mannschaft gegen RCD Mallorca am 36. Spieltag, kam aber nicht zum Einsatz.
Am 1. Spieltag der Saison 2009/10 bestritt Fontàs dann sein erstes Ligaspiel für den FC Barcelona. Beim Spiel gegen Sporting Gijón wurde er beim Stand von 3:0 für Gerard Piqué eingewechselt. Im späteren Saisonverlauf spielte er nur noch ein Mal für die erste Mannschaft beim 5:0 im spanischen Pokal gegen Cultural Leonesa. Fontàs spielte in dieser Spielzeit aber weiterhin regelmäßig, in 26 Partien, für Barcelona B. Kurz vor dem Ende der Saison verletzte sich Fontàs so schwer, dass er für drei Monate ausfiel.
Am 12. Spieltag der Saison 2010/11 stand Fontàs das erste Mal in der Startaufstellung bei einem Ligaspiel der ersten Mannschaft. Beim 8:0-Erfolg über UD Almería gab er zum 4:0-Treffer von Pedro die Vorlage, mit einem Pass über das halbe Spielfeld. Am 7. Dezember 2010 kam er beim letzten Gruppenspiel der UEFA Champions League 2010/11 gegen Rubin Kasan zum Einsatz und erzielte beim 2:0-Sieg seiner Mannschaft sein erstes Tor für Barça. Nach dem Ausfall von Éric Abidal wurde Fontàs am 17. März 2011 für den Rest der Saison 2010/11 in die erste Mannschaft berufen. Zur Saison 2011/12 wurde Fontàs in die erste Mannschaft aufgenommen. Im Oktober 2011 verlängerte Fontàs seinen Vertrag bis 2015.
Am 15. Oktober 2012 wurde Fontàs innerhalb der Liga bis Saisonende an den RCD Mallorca ausgeliehen. Das Leihgeschäft außerhalb der Transferperiode war ausnahmsweise möglich, nachdem einige Spieler von Mallorca verletzungsbedingt für längere Zeit ausfallen würden.
Zur Saison 2013/14 wechselte Fontàs innerhalb der Liga für eine Million Euro zu Celta Vigo. Der FC Barcelona sicherte sich zudem eine Rückkaufoption. In Vigo trifft er auf Trainer Luis Enrique, der ihn bereits bei Barça B trainierte.

## Nationalmannschaftskarriere
Mit der U-19-Auswahl Spaniens gewann er 2008 die Copa del Atlántico, ein Turnier, das auf den Kanaren ausgetragen wird.
2009 gewann er mit der U-20-Nationalelf Spaniens die in Pescara stattfindenden Mittelmeerspiele.
Außerdem nahm er in diesem Jahr mit Spaniens U-20 an der Junioren-Weltmeisterschaft 2009 teil. Fontàs kam in den drei erfolgreich verlaufenden Gruppenspielen zum Einsatz, beim Achtelfinalaus gegen Italien war er nur auf der Ersatzbank.

## Erfolge
- Spanische Meisterschaft: 2010, 2011
- Supercopa de España: 2011
- UEFA Champions League: 2011
- UEFA Super Cup: 2011
- FIFA-Klub-Weltmeister: 2011
- Gold bei den Mittelmeerspielen 2009